# Mémoires d'un vieux crocodile
Mémoires d'un vieux crocodile est une autobiographie publiée par Tennessee Williams en 1975. Le titre s'explique par le fait que l'auteur se surnommait lui-même le « vieux crocodile ».

## Résumé
L'auteur est né en 1911 dans le Mississippi. À 8 ans, il va en Louisiane. À 16 ans, son grand père l'emmène en Europe. En 1929 il va à la fac dans le Missouri. Faute d'argent, un an après il devient employé de bureau et démissionne en 34. Il écrit sa première pièce. En 40 à Provincetown (Massachusetts) il s'éprend d'un jeune : Kip qui meurt à 26 ans. En 43, il déménage en Californie. En 46 il retourne à la Nouvelle-Orléans. En 47-48 il est produit par Kazan et va à Paris, à Rome et à Londres. En 48, à St Louis, il s'éprend de Frank Merlo dit Frankie. Il repart à Rome en 49. À partir de 55, il n'écrit plus que sous l'emprise de stimulants artificiels. Il quitte Frankie en 1962. Peu après son ancien compagnon est diagnostiqué avec un cancer des poumons inopérable. Williams revient alors auprès de lui. Merlo meurt le 20 septembre 1963.